# Songnam FC
Songnam FC (Hangul: 성남 FC) je jihokorejský profesionální fotbalový klub se sídlem v Songnamu. Seongnam hraje v K League 1, nejvyšší divizi v Jižní Koreji. Byl založen jako fotbalový klub Ilhwa Chunma v roce 1989 a získal sedm národních ligových titulů, tři FA Cupy, tři Ligové poháry a dva tituly Ligy mistrů AFC. Songnam se také umístil na pátém místě v pořadí asijských klubů dle IFFHS za 20. století.
V roce 2014 byl klub koupen vládou Songnamu a byl oficiálně přejmenován na Songnam FC.

## Historie

### Éra Ilhwa Chunma 1989–2013

#### Založení
V roce 1975 chtěl Sun Myung Moon, majitel společnosti Tongil Group, založit profesionální fotbalový klub v Jižní Koreji. Od založení korejské superligy v roce 1983 se pokusil najít klub, který by se ligy účastnil, ale Choi Soon-young, šéf Korejského fotbalového svazu, z náboženských důvodů ignoroval Moonův zájem.
Přesto Tongil Group připravovala založení nového fotbalového klubu od roku 1986 a nakonec získala licenci od Korea Football Association pro klub se sídlem v Soulu. Skupina Tongil nejprve uvažovala o nalezení klubu v provinciích Honam, ale místní komunita měla námitky.
Oficiálně byl klub založen 18. března 1989 jako Ilhwa Chunma Football Club (Chunma je v korejské kultuře známý jako okřídlený kůň, na kterém v nebi jezdil nefritový císař) a klub se sídlem v Soulu se stal šestým členem korejské Superligy. Slavnostní založení se konalo v hotelu Sheraton Walkerhill v Soulu. Korea Football Association pomohl klubu rychle sestavit tým tím, že dal povolení k šesti prioritním výběrům hráčů z regionů Honam v draftu K League 1989. Klub si vybral šest hráčů, včetně Ko Jeong-woona a jako hlavního trenéra podepsal Park Jong-hwana. Smlouva s Parkem byla tehdy lukrativní smlouvou, jednorázově 100 milionů KRW a 48 milionů KRW jako roční plat.

#### Časné úspěchy
Klub byl úspěšný od samého začátku, vyhrál svůj první Ligový pohár tři roky po svém založení v roce 1992 a vyhrál tři po sobě jdoucí ligové tituly v letech 1993 až 1995. V roce 1995 chtěly kluby K League zabránit třetímu po sobě jdoucímu titulu klubu a souhlasily se změnou formátu ligy zpět na dvě etapy a systém play-off mistrovství; nicméně Ilhwa Chunma opět získal titul. Seongnam také vyhrál asijské klubové mistrovství v roce 1995, když ve finále porazil Al-Nasr 1:0 po prodloužení.

#### Přestěhování do Čchonanu
Klub byl nucen odstěhovat se ze Soulu v roce 1996, jako součást politiky decentralizace ligy se Ilhwa Chunma přestěhoval do města Čchonan kvůli návrhu městské rady na přestavbu stadionu Cheonan Oryong na fotbalový stadion a výstavbu dalšího sportovního areálu v Baekseok-dong. Klub také změnil svůj název na Čchonan Ilhwa Chunma jako součást této politiky.
Do konce roku 1997 byl Ilhwa stále úspěšným týmem. Klub dosáhl finále asijského klubového mistrovství 1996–97 a korejského FA Cupu 1997. Od roku 1998 se však Čchonan Ilhwa Chunma dostal do úpadku kvůli tomu, že klíčoví hráči z různých důvodů odešli, včetně brankáře Valerije Saryčeva kvůli postupnému omezování zahraničních brankářů v K League.
V důsledku toho klub skončil na dně ligy dvě po sobě jdoucí sezóny, v letech 1998 a 1999. V polovině roku 1999 trenér Cha Kyung-bok dobrovolně zvažoval rezignaci kvůli špatným výsledkům.
Nejen výsledky na hřišti, ale i zázemí stadionu Cheonan Oryong byly pod standardem. Dne 22. srpna 1998 musel Čchonan Ilhwa Chunma ukončit zápas proti Jeonnam Dragons během penaltového rozstřelu po remíze 1:1 v prodloužení. Podle tehdy platných předpisů K League byly týmy povinny rozhodnout o vítězi zlatým gólem nebo penaltovým rozstřelem po prodloužení, pokud je skóre zápasu na konci normálního času vyrovnané. Jelikož hřiště nebylo vybaveno reflektorovým systémem, museli své zápasy dokončit před západem slunce. Čchonan Ilhwa Chunma vyhrál zápas losem.
Dne 21. listopadu 1999 byl Čchonan Ilhwa Chunma korunován jako vítěz korejského FA Cupu 1999 vítězstvím ve finále 3:0 proti Jeonbuk Hyundai Dinos na stadionu Jeju.

#### Přestěhování do Songnamu
V roce 2000 se klub přestěhoval do soulského satelitního města Songnam a přejmenoval se na Songnam Ilhwa Chunma. Tento krok se osvědčil velmi dobře, protože omlazený klub vyhrál tři po sobě jdoucí tituly K League od roku 2001 do roku 2003, stejně jako ligový pohár v roce 2002 a A3 Champions Cup v roce 2004.
V neuspokojivé ligové sezoně v roce 2004 nemohl tým pomýšlet na titul. Dosáhli však finále Ligy mistrů AFC 2004, kde navzdory výhře venku 3:1 prohráli domácí zápas 5:0 se saúdskoarabským klubem Al-Ittihad a celkově prohráli 6:3. Porážka vedla k rezignaci jejich trenéra Cha Kyung-boka.
Díky vedení Kim Hak-buma se klub vrátil do popředí jihokorejského fotbalu ve velkém stylu, když v roce 2006 získali ligový titul, když ve finále play off mistrovství porazili Suwon Samsung Bluewings 3:1. Toto byl jejich sedmý titul v K League, což je rekord ze všech klubů K League.
Než byli 15. července 2007 v sezóně 2007 poraženi Suwon Bluewings 2:1, odehráli neporaženi 22 po sobě jdoucích ligových zápasů - třetí nejdelší sérii v historii K League.
Songnam dosáhl finále mistrovství K League 2007, ale Pohang Steelers je porazil celkově 4:1, přestože Songnam během základní části skončil na prvním místě.
Bývalý hráč Songnamu Shin Tae-yong se vrátil jako prozatímní trenér v sezóně 2009, poté jako trenér od následující sezóny a pokračoval v úspěchu klubu. Dne 13. listopadu 2010 porazil Songnam ve finále Ligy mistrů AFC 2010 íránský klub Zob Ahan FC 3:1. Toto byl jejich druhý titul v Lize mistrů AFC a kvalifikoval je do čtvrtfinále na mistrovství světa klubů FIFA 2010. Songnam dokončil turnaj na čtvrtém místě. Songnam přidal další trofej FA Cupu v roce 2011, když ve finále 15. října 2011 porazil Suwon Bluewings 1:0.
Během sezóny 2013 se šířily pověsti, že klub bude prodán městské vládě v Ansanu po smrti Sun Myung Moona, zakladatele církve sjednocení. Moon byl extrémně oddaný fotbalu, takže klub řídila církev sjednocení, ale po jeho smrti představenstvo církve sjednocení nevidělo žádný důvod pokračovat v řízení klubu a vyjádřilo své myšlenky na prodej klubu jiné organizaci. Poté, co se o této zprávě dozvěděl tisk, starosta Ansanu oficiálně zmínil, že město je v procesu nákupu klubu od Ilhwa. Odhadovaný počet 800 příznivců protestovalo před radnicí v Songnamu s tím, že město nemůže ztratit jeden z nejúspěšnějších klubů v historii asijského fotbalu. Město Songnam zahájilo jednání o koupi klubu od Ilhwy. V říjnu 2013 uspořádal Lee Jae-myung, starosta města Songnam, konferenci a oznámil, že městská rada Songnamu souhlasila s převzetím klubu od společnosti Ilhwa Sports a klub bude působit pod jménem Songnam FC.

### Éra Songnam FC (2014 – současnost)
V prosinci 2013 Songnam City oficiálně převzalo klub od společnosti Ilhwa Co., Ltd. Změnili svůj symbol na straku, symbol města Songnam, z okřídleného koně, který byl symbolem církve sjednocení. Žlutá barva jejich dresů byla také nahrazena černou. Jejich první trenér Park Jong-hwan, který klub řídil v letech 1988 až 1996, se do klubu vrátil jako trenér.
Klub odehrál první domácí zápas jako Songnam FC 15. března 2014 proti FC Soul s výsledkem 0:0. První vítězství týmu Songnam FC přišlo 26. března 2014, kdy porazil své rivaly Suwon Samsung Bluewings 2:0. 22. dubna 2014 odstoupil trenér Park Jong-hwan poté, co vyšlo najevo, že útočil na hráče.
Po měsících zmatku jmenoval klub za svého trenéra Kim Hak-buma, který už byl předtím s klubem úspěšný. Návrat se ukázal jako mimořádně úspěšný, protože Songnam nejen unikl sestupu, ale také vyhrál svou třetí trofej FA Cupu, když v penaltovém rozstřelu 23. listopadu 2014 porazil FC Soul.
V sezóně 2016, po vítězství Incheonu nad Suwonem FC v poslední den sezóny, se Songnam umístil na 11. místě a byl poprvé v historii zařazen do druhé divize poté, co byl poražen nejsevernějším klubem Gangwon FC na góly venku v baráži.
Nam Ki-il byl oznámen jako nový trenér klubu dne 6. prosince 2017 a nahradil Park Kyung-hoona. Hodně přispěl k postupu Songnamu FC do první divize jen jednu sezónu poté, co sestoupil do druhé divize. Nam rezignoval na svou pozici trenéra klubu 16. prosince 2019.
Kim Nam-il byl jmenován novým trenérem klubu 23. prosince 2019, aby vedl klub v nadcházející sezóně 2020 K League 1.

## Úspěchy

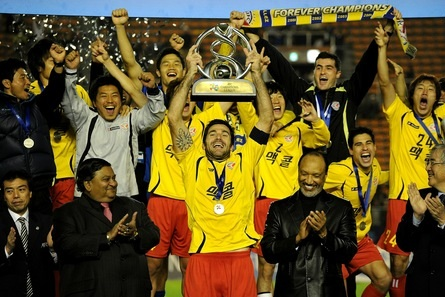
Songnam Ilhwa Chunma vyhrál v roce 2010 Ligu mistrů AFC.

### Domácí

#### Liga
- K League 1

Vítěz (7): 1993, 1994, 1995, 2001, 2002, 2003, 2006

#### Poháry
- FA Cup

Vítěz (3): 1999, 2011, 2014
- League Cup

Vítěz (3): 1992, 2002, 2004
- Super Cup

Vítěz (1): 2002
- President's Cup

Vítěz (1): 1999 (rezervní tým)

### Mezinárodní

#### Asijské
- Asijské klubové mistrovství / Liga mistrů AFC

Vítěz (2): 1995, 2010
Finalista (2): 1996–97, 2004
- Superpohár AFC

Vítěz (1): 1996
- A3 Champions Cup

Vítěz (1): 2004

#### Mezikontinentální
- Afro-Asian Club Championship

Vítěz (1): 1996